# Reeuwijk (gemeente)
Reeuwijk (uitspraakⓘ) was een gemeente in de Nederlandse provincie Zuid-Holland. De voormalige gemeente telde 13.055 inwoners (jan. 2010, bron: CBS) en had een oppervlakte van 50,11 km² (waarvan 11,89 km² water). Hoofdplaats was Reeuwijk-Brug, dat ligt aan de Reeuwijkse plassen. De gemeenten Bodegraven en Reeuwijk zijn per 1 januari 2011 gefuseerd tot de nieuwe gemeente Bodegraven-Reeuwijk.

## Geschiedenis
Reeuwijk is ontstaan als middeleeuwse veenontginning, en werd in 1248 voor het eerst genoemd. Relatief laat, want andere kernen in het gebied waren al eerder ontstaan. Gekoloniseerde verveners uit het noorden hebben hier gewerkt. Hun aanwezigheid is nog herkenbaar in enige dialectklanken. Het gebied maakte vanaf de 18e eeuw een periode van bloei door toen het laagveen werd opgebaggerd en gedroogd, om als turf te worden gebruikt in de industrie van Gouda. Zo ontstonden de Reeuwijkse Plassen. In 1855 werd de gemeente Middelburg toegevoegd, in 1857 Oukoop, en in 1870 de gemeenten Sluipwijk en Stein. Toen kreeg Reeuwijk ook een nieuw wapen. Per 1 januari 1989 werd de jonge gemeente Driebruggen (gesticht in 1964) opgeheven en werden de kernen Waarder en Driebruggen, zeer tegen de zin van de bewoners, bij Reeuwijk gevoegd. Het gemeentewapen is na deze gemeentelijke herindeling (opnieuw) aangepast.
Op 1 januari 2011 is de gemeente Reeuwijk met de gemeente Bodegraven samengevoegd.

## Kernen
Driebruggen, Hogebrug, Reeuwijk-Brug (gemeentehuis), Reeuwijk-Dorp, Sluipwijk, Tempel en Waarder.

## Partnersteden
- Turnov (Tsjechië)

## Aangrenzende gemeenten in 2010
| Aangrenzende gemeenten | Aangrenzende gemeenten | Aangrenzende gemeenten | Aangrenzende gemeenten | Aangrenzende gemeenten |
| ---------------------- | ---------------------- | ---------------------- | ---------------------- | ---------------------- |
| Boskoop                |                        | Bodegraven             |                        | Woerden                |
|                        |                        |                        |                        |                        |
| Waddinxveen            | Montfoort              |                        |                        |                        |
|                        |                        |                        |                        |                        |
| Gouda                  |                        | Vlist                  |                        | Oudewater              |

## Foto's

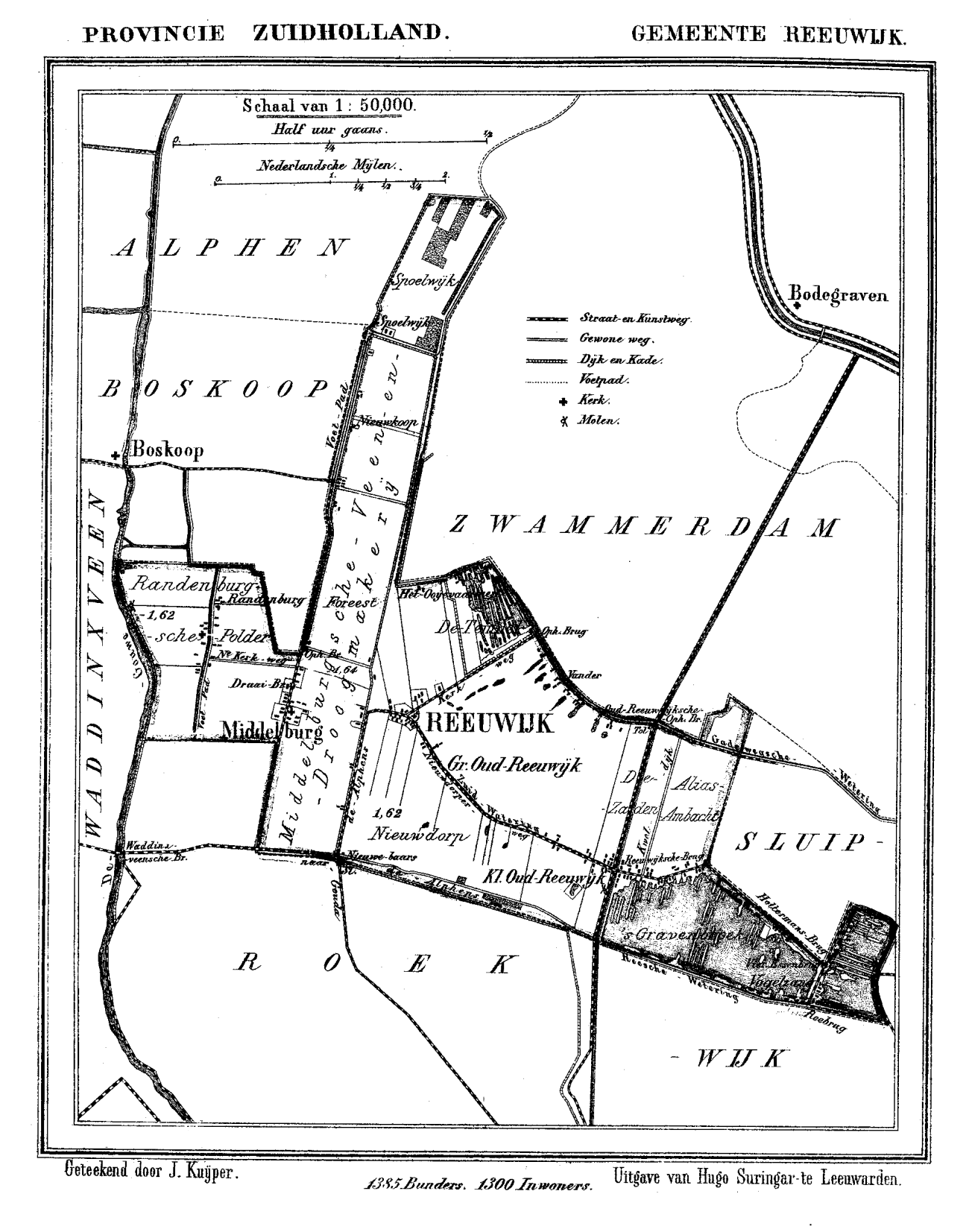
Kaart rond 1868
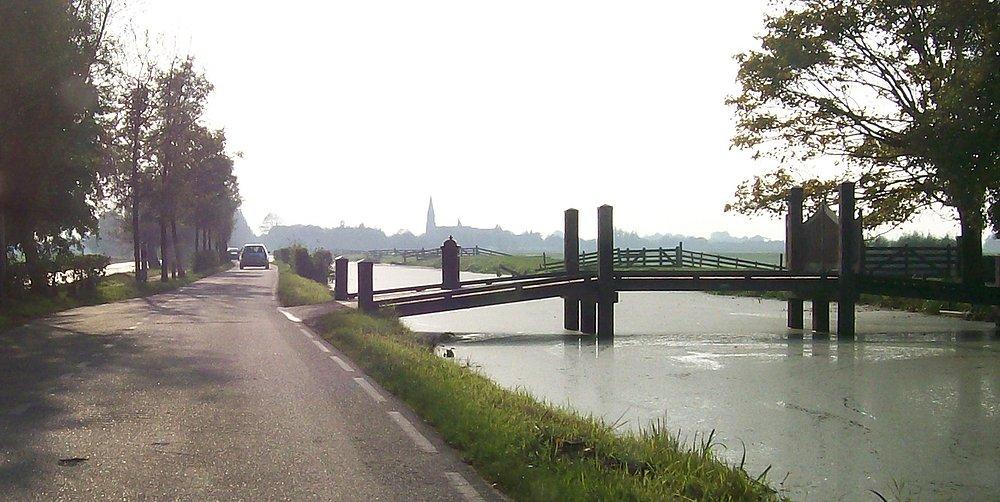
Kerkweg bij Reeuwijk-Dorp

## Geboren in Reeuwijk
- Huijbert van Eijck (1674-1754), burgemeester van Gouda
- Johan Zoutman (1724-1793), schout-bij-nacht van het  Gewest Holland en Nederlands bevelhebber tijdens de Vierde Engels-Nederlandse Oorlog